# Acaso
Acaso (do latim a casu, por acaso) é algo que surge ou acontece a esmo, sem motivo ou explicação aparente.
A palavra acaso tem três sentidos diferentes, que dependem do sentido que se dá à palavra causa:
- Algo que acontece sem finalidade ou sem objetivo, isto é, algo sem causa final. Neste sentido, o acaso, filosoficamente entendido, se opõe à teleologia.

- Algo que acontece sem ser consequência de algo passado, ou seja, efeito que não se explica por uma determinação precedente. Neste sentido, o acaso, filosoficamente entendido, se opõe ao pré-determinismo.

- Algo que acontece sem ser explicado por nenhuma relação com outra(s) coisa(s), nem simultânea(s) nem precedente(s), isto é, sem qualquer determinação. Neste sentido, o acaso, filosoficamente entendido, se opõe ao determinismo.

Observe que o que pode ser considerado acaso num sentido pode não ser considerado acaso em outro sentido. Por exemplo, o fato de uma máquina apresentar um defeito é um acaso do ponto de vista da finalidade da máquina (a finalidade da máquina é funcionar de um modo específico), mas não é um acaso do ponto de vista das causas que precederam o defeito (pode ter chovido sobre a máquina). A emergência de um ecossistema (um tipo de sistema dinâmico não linear) é um acaso do ponto de vista das determinações precedentes e da teleologia, mas não é um acaso do ponto de vista das determinações simultâneas (interação entre seres vivos, circunstâncias geográficas e assim por diante). Já um evento que não é efeito nem da finalidade, nem da causação precedente e nem de determinações simultâneas, é um acontecimento que é um acaso sob todos os pontos de vistas.

## Filosofia da física
O conceito de acaso nos fenômenos da natureza é relacionado ao conceito da aleatoriedade objetiva de Epicuro, que é a aleatoriedade da ausência de causas.
É a aleatoriedade associada à estruturas e processos (sequências de fenômenos) que não são determinados por nenhuma causa, que negam todo recurso a mecanismos antecedentes; uma estrutura com aleatoriedade objetiva é impossível de descrever completamente, portanto, sobre ela não podemos construir modelos físicos (ou seja, construir uma Física que os descreva).
Um processo com tal aleatoriedade objetiva tem comportamento impossível de ser previsto e controlado, e se o repetirmos experimentalmente a partir de seus estados iniciais e causas idênticas produzirá efeitos diferentes que são determinados de um modo totalmente ao azar (aqui, podemos usá-lo como um sinônimo de acaso).
Exemplos de fenômenos com tal aleatoriedade são o decaimento radioativo de um átomo, a emissão de um fóton por um elétron de um átomo excitado, a geração de um elétron e um pósitron conjuntamente a partir de um fóton de alta energia (partícula gama), no que é chamado de produção de par, a produção de partículas a partir da instabilidade do vácuo e diversos outros fenômenos tratados na mecânica quântica. Não existe modo algum de se prever o momento exato no tempo e até a direção em se dará a ocorrência de tais fenômenos.
Na interpretação de Copenhaga da mecânica quântica, a questão de ausência de causa nos fenômenos quânticos é relacionada aos conceitos e consequências do princípio da incerteza de Heisenberg, as implicações da violação das desigualdades do teorema de Bell e as implicações de causalidade no tempo relacionadas ao teorema de Noether.

## Leitura Adicional
- Mlodinow, Leonard. "O andar do bêbado; como o Acaso determina nossas vidas" Jorge Zahar Ed. 2009 ISBN 9788537801550